# Hôtel de ville de Romainville
L`Hôtel de Ville de Romainville est le principal bâtiment administratif de la commune de Romainville dans le du département de la Seine-Saint-Denis en région Île-de-France. Il est situé place de la Laïcité, anciennement place de la Mairie.

## Historique
Ce bâtiment de style néo-classique a été construit en 1873 par l'architecte Paul-Eugène Lequeux.
Au début du XXe siècle, elle est agrandie d’une salle des fêtes et d’une salle des mariages.

## Description
C'est un édifice de trois étages découpés en neuf travées.
La salle des mariages est décorée de toiles de Jean Enders, dont les esquisses se trouvent au Musée des Beaux-Arts de la Ville de Paris.

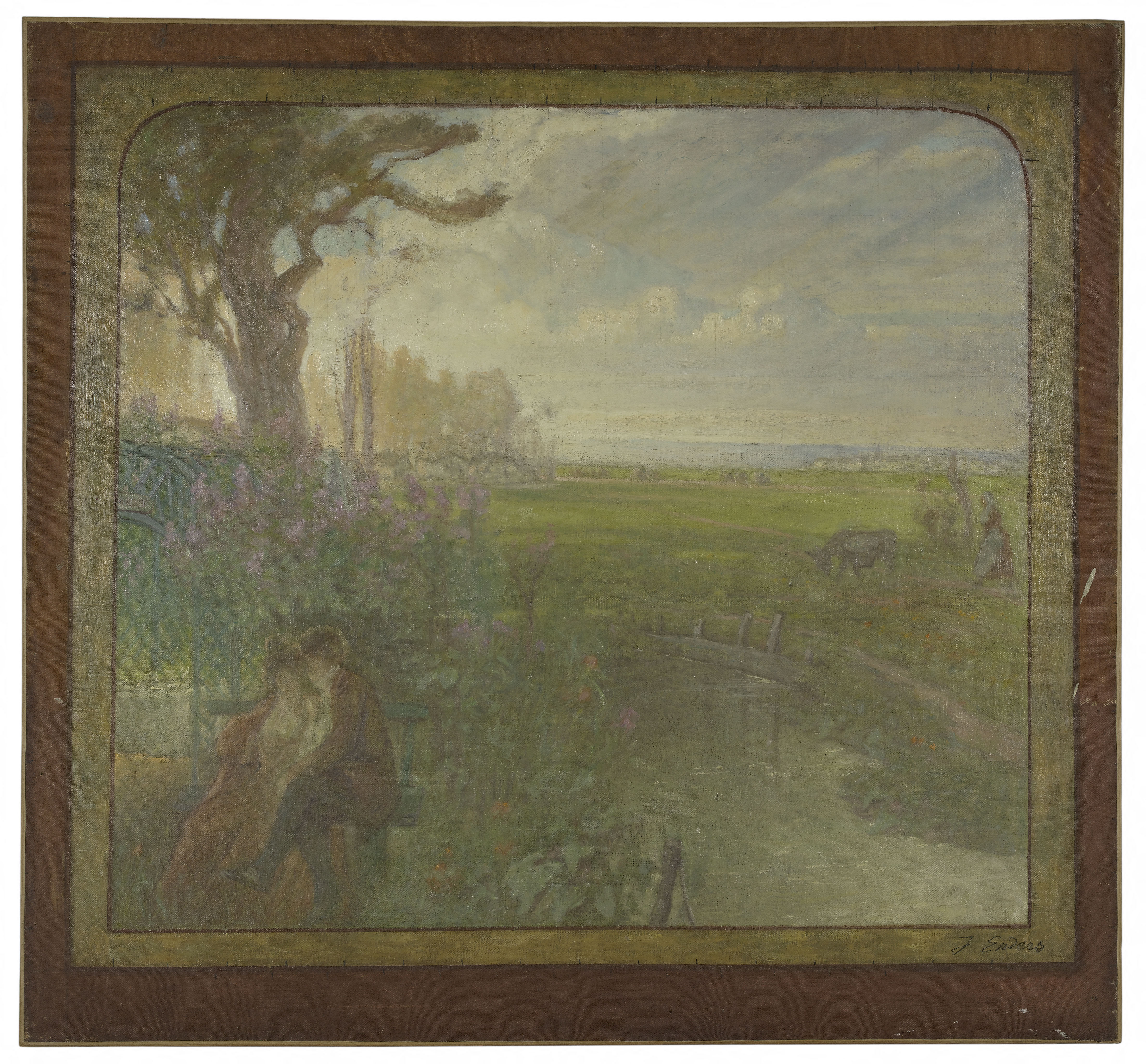
Paysage avec un couple assis.
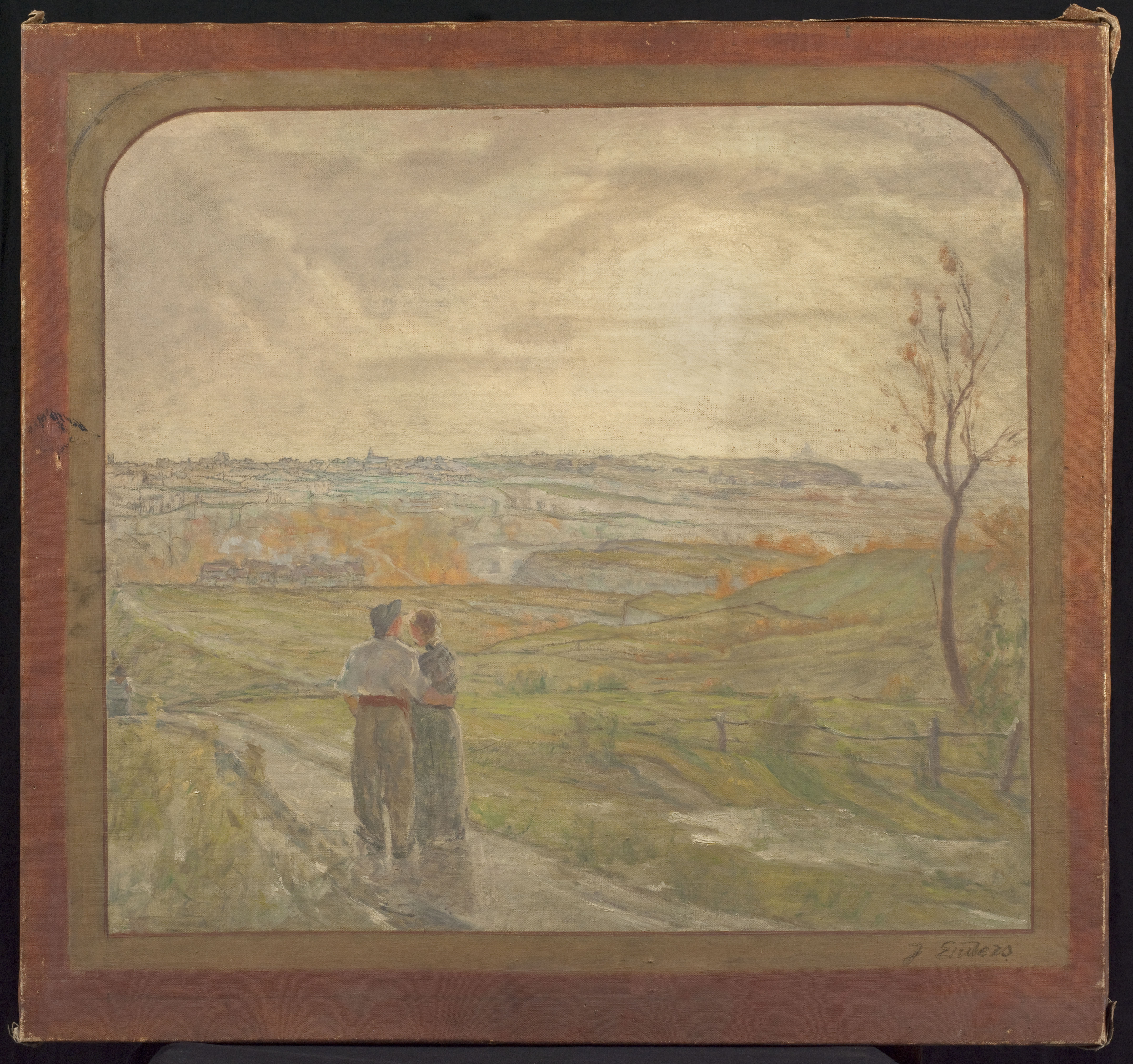
Paysage avec un couple marchant.